# Emil Dörflinger

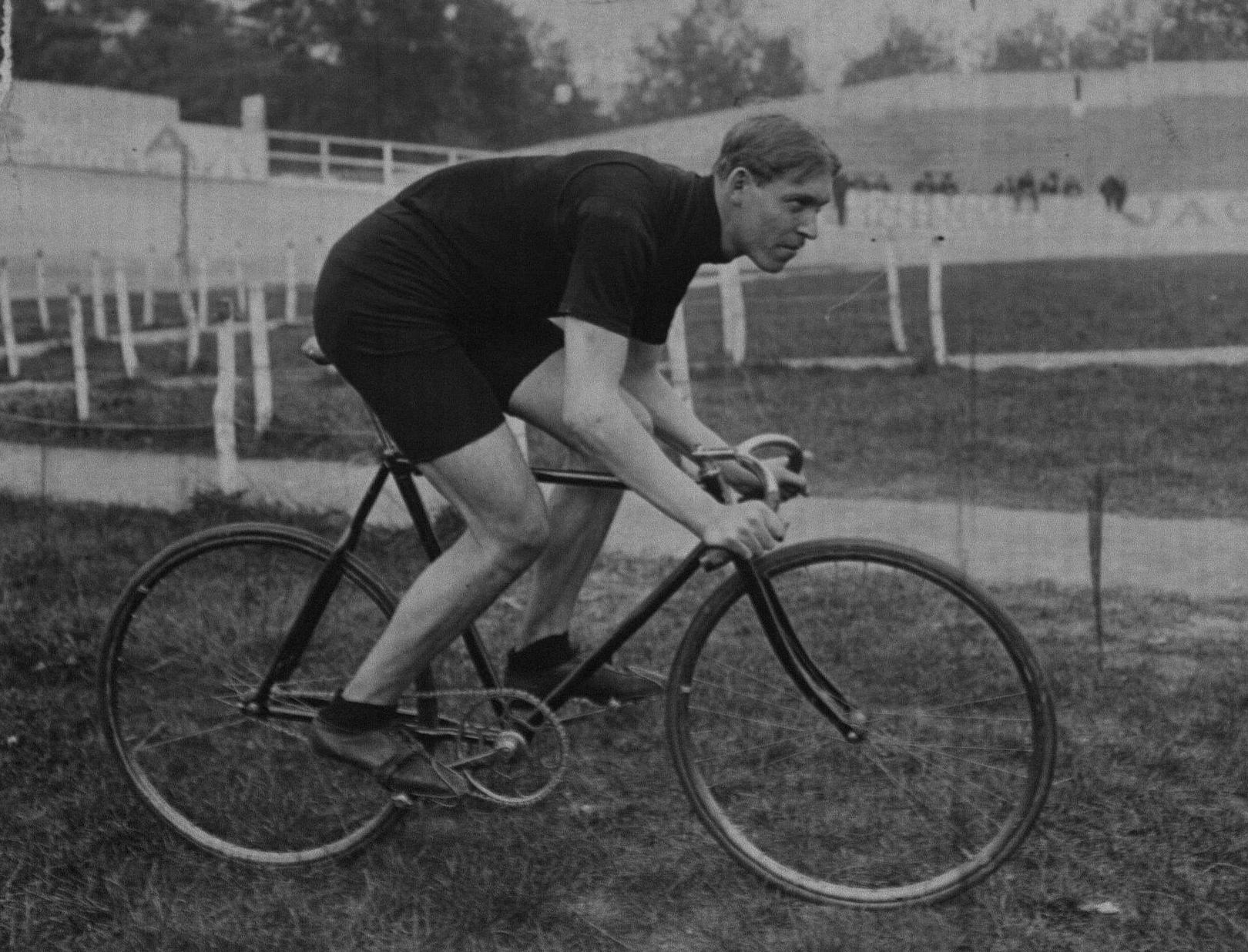
Emil Dörflinger (1903)

Emil Dörflinger (* 1881; † 5. September 1963 in Strassburg) war ein Schweizer Radrennfahrer.
Emil Dörflinger war Profi-Radrennfahrer von 1900 bis 1914; mit 1,92 Meter war er ungewöhnlich gross. Seine Körpergrösse brachte ihm unter seinen Rennfahrerkollegen den Spitznamen «langer Emil» ein. Zuvor hatte er eine Lehre als Kaufmann absolviert, war aber dann gegen den Widerstand seines Vaters mit seinem Schwager Karl Käser nach Berlin gegangen, um dort als Rennfahrer zu trainieren. Im Laufe seiner Sportlaufbahn wurde er siebenmal Schweizer Meister im Sprint; insgesamt errang er neun nationale Titel. 1905 belegte er gemeinsam mit dem Franzosen Antoine Dussot Platz neun beim Sechstagerennen in New York. Auch als Tandemfahrer war er erfolgreich: Im Gespann mit dem Franzosen Victor Dupré blieb Dörflinger zweieinhalb Jahre ungeschlagen.
1915 wurde Dörflinger in Berlin verhaftet, als Spion für Frankreich angeklagt und zum Tode verurteilt. Die Schweizer Regierung bat um seine Begnadigung, und er wurde Monate später freigelassen. Nach seiner Entlassung berichtete er von katastrophalen Zuständen in den Gefangenenlagern.

## Berufliches
Nach seiner Entlassung aus der Gefangenschaft lebte er in Strassburg und arbeitete dort als Vertreter einer Schokoladenfirma.